# Paula
Paula ist ein weiblicher Vorname sowie ein Familienname.

## Herkunft und Bedeutung
Paula kommt aus dem Lateinischen und ist die weibliche Form von Paul. Paula bedeutet die Geringe, die Kleine.

## Varianten
- Paulina, Pauline
- Paulette (französisch)
- Paule (französisch, selten)
- Paola (italienisch)
- Paulita (spanisch)
- Pavla (tschechisch)

## Namenstag
- 26. Januar: Todestag der Hl. Paula von Rom (347–404), die mit Hieronymus die Bibel übersetzte.

## Namensträger

### Vorname
Paula
- Paula Abdul (* 1962), US-amerikanische Choreografin und Sängerin
- Paula Buber (1877–1958), deutsche Schriftstellerin
- Paula Cole (* 1968), US-amerikanische Sängerin
- Paula Dworak (1913–1995), österreichische Filmeditorin
- Paula Fernandes (* 1984), brasilianische Sängerin
- Paula Fox (1923–2017), US-amerikanische Schriftstellerin
- Paula Hitler (1896–1960), Schwester von Adolf Hitler
- Paula Jones (* 1966), US-amerikanische Pressesprecherin und Politikberaterin
- Paula Jordan (Galeristin) (1889–1941), deutsche Galeristin
- Paula Kalenberg (* 1986), deutsche Schauspielerin
- Paula Kober (* 1994), deutsche Schauspielerin
- Paula Köhlmeier (1982–2003), österreichische Schriftstellerin
- Paula Lambert (* 1974), deutsche Journalistin und Kolumnistin
- Paula von Lichtenfels (1869–nach 1905), österreichische Pianistin und Opernsängerin
- Paula Luchsinger (* 1994), chilenische Schauspielerin
- Paula May-Pillesmüller (1891–1946), österreichische Malerin und Kunstpädagogin
- Paula Modersohn-Becker (1876–1907), deutsche Malerin
- Paula Moltzan (* 1994), US-amerikanische Skirennläuferin
- Paula Müller-Otfried (1865–1946), deutsche Frauenrechtlerin und Politikerin, MdR
- Paula Newby-Fraser (* 1962), Triathletin aus Simbabwe
- Paula Patiño (* 1997), kolumbianische Radrennfahrerin
- Paula Patton (* 1975), US-amerikanische Schauspielerin
- Paula Paul (* 1971), deutsche Schauspielerin
- Paula Piechotta (* 1986), deutsche Politikerin (Bündnis 90/Die Grünen)
- Paula Preradović (1887–1951), österreichische Lyrikerin und Schriftstellerin
- Paula Radcliffe (* 1973), britische Langstreckenläuferin
- Paula Rego (1935–2022), portugiesisch-britische Malerin und Grafikerin
- Paula Riemann (* 1993), deutsche Schauspielerin
- Paula Rueß (1902–1980), deutsche Widerstandskämpferin und Frauenrechtlerin
- Paula Scher (* 1948), US-amerikanische Grafikdesignerin, Malerin und Kunsterzieherin
- Paula von Weitershausen (1539–1609), deutsche Geistliche, Äbtissin des Frauenstiftes Frauenalb
- Paula Wessely (1907–2000), österreichische Schauspielerin

Paola
- Paola Antonelli (* 1963), italienische Architektin und Museumskuratorin
- Paola Barbara (1912–1989), italienische Schauspielerin
- Paola Borboni (1900–1995), italienische Schauspielerin
- Paola Brandenburg (* 1984), deutsche Schauspielerin
- Paola Bueno (* 2003), mexikanische Leichtathletin
- Paola Cacchi (gebürtig Paola Pigni; * 1945), italienische Leichtathletin
- Paola Cardullo (* 1982), italienische Volleyballspielerin
- Paola Cavalieri (* 1950), italienische Philosophin
- Paola Coan (* 1976), italienische Physikerin und Hochschullehrerin
- Paola Concia (* 1963), italienische Politikerin
- Paola Cortellesi (* 1973), italienische Schauspielerin und Moderatorin
- Paola Espinosa (* 1986), mexikanische Wasserspringerin
- Paola Felix (* 1950), Schweizer Schlagersängerin und Moderatorin
- Paola Fernández (* 2000), puerto-ricanische Leichtathletin
- Paola Gonzaga (1464?–1496), Prinzessin aus dem Haus Gonzaga
- Paola Loew (1934–1999), österreichische Schauspielerin und Hörspielsprecherin
- Paola Menacho (* 1982/1983), bolivianisch-kolumbianische Fernsehmoderatorin, Schauspielerin und Model
- Paola Pérez (Leichtathletin) (* 1989), ecuadorianische Geherin
- Paola Pezzo (* 1969), italienische Mountainbikefahrerin
- Paola Pisano (* 1977), italienische Politikerin
- Paola Pivi (* 1971), italienische Künstlerin
- Paola Ruffo di Calabria (Paola von Belgien; * 1937), belgische Königin
- Paola Suárez (* 1976), argentinische Tennisspielerin
- Paola Tedesco (* 1952), italienische Schauspielerin
- Paola Tirados (* 1980), spanische Synchronschwimmerin
- Paola Turci (* 1964), italienische Cantautrice
- Paola Vázquez (* 1998), puerto-ricanische Leichtathletin
- Paola von Wyss-Giacosa (* 1970), Schweizer Ethnologin

Pavla
- Pavla Bartáková (1929–2007), tschechoslowakische Handballspielerin
- Pavla Gajdošíková (* 1991), tschechische Schauspielerin und Sängerin
- Pavla Klicnarová (* 1988), tschechische Skirennläuferin
- Pavla Rybová (* 1978), tschechische Stabhochspringerin
- Pavla Schorná (* 1980), tschechische Biathletin
- Pavla Vykopalová (* 1972), tschechische Opernsängerin (Sopran/Mezzosopran)
- Pavla Wunderwald (geboren als Pavla Hartmanová; * 1969), tschechisch-deutsche Basketballspielerin
- Pavla Zahálková (* 1989), tschechische Sommerbiathletin

### Familienname
- Ana Paula (Fußballspielerin) (* 1997), brasilianische Fußballspielerin
- Ana Paula Arósio (* 1975), brasilianische Schauspielerin und Model
- Ana Paula Connelly (* 1972), brasilianische Volleyballspielerin
- Ana Paula Valadão (* 1976), brasilianische Singer-Songwriterin
- Antônio Francisco de Paula Souza (1843–1917), brasilianischer Ingenieur und Politiker
- David de Paula (* 1984), spanischer Fußballspieler
- Darly Zoqbi de Paula (* 1982), brasilianisch-spanische Handballspielerin
- Elisabeth Raith-Paula (* 1955), deutsche Medizinerin und Buchautorin
- Emanuela de Paula (* 1989), brasilianisches Fotomodell
- Ernesto de Paula (1899–1994), Bischof von Piracicaba
- Fabiano de Paula (* 1988), brasilianischer Tennisspieler
- Francesc de Paula Sánchez i Gavagnach (1845–1918), katalanischer Komponist
- Francisco de Paula del Villar y Carmona (1860–1927), spanischer Architekt
- Francisco de Paula del Villar y Lozano (1828–1901), spanischer Architekt
- Georg Paula (1955–2014), deutscher Kunsthistoriker, Denkmalpfleger und wissenschaftlicher Autor
- Giuliano Victor de Paula (* 1990), brasilianischer Fußballspieler, siehe Giuliano (Fußballspieler, 1990)
- Heinz Paula (* 1951), deutscher Politiker (SPD)
- Irio De Paula (1939–2017), brasilianischer Jazzgitarrist und Komponist (Familienname ist De Paula)
- Julia de Paula Viana (* 2005), spanische Volleyballspielerin
- Julio de Paula, brasilianischer Chemiker
- Manfred Paula (* 1964), deutscher Fußballfunktionär und -trainer
- Marcos Ariel de Paula (Marcos; * 1983), brasilianischer Fußballspieler
- Netinho de Paula (* 1970), brasilianischer Sänger, TV-Moderator, Schauspieler und Kommunist
- Raul Paula (* 2004), deutsch-portugiesischer Fußballspieler
- Thales Paula (* 2001), brasilianischer Fußballspieler
- Washington Luiz de Paula (1953–2010), brasilianischer Fußballspieler

### Sonstige
- Iulia Paula, erste Ehefrau des römischen Kaisers Elagabal
- Paula (1952), US-amerikanisches Filmdrama von Rudolph Maté mit Loretta Young in der Titelrolle